# Legend of the Shadowking
Legend of the Shadowking è il sesto album del gruppo musicale power metal tedesco Freedom Call. È stato pubblicato il 29 gennaio 2010.

## Tracce
1. Out of the Ruins – 4:21
2. Thunder God – 3:31
3. Tears of Babylon – 3:38
4. Merlin - Legend of the Past – 4:17
5. Resurrection Day – 3:34
6. Under the Spell of the Moon – 5:08
7. Dark Obsession – 4:45
8. The Darkness – 5:06
9. Remember! – 4:21
10. Ludwig II - Prologue – 2:19
11. The Shadowking – 5:13
12. Merlin - Requiem – 2:34
13. Kingdom of Madness – 3:59
14. A Perfect Day – 3:58

## Formazione
- Chris Bay – voce, chitarra
- Lars Rettkowitz – chitarra
- Armin Donderer – basso
- Dan Zimmermann – batteria